# Alcanivoracaceae
Famille
Les Alcanivoracaceae sont une famille de bactéries de l'ordre des Oceanospirillales et dont le genre type est Alcanivorax.

## Liste des genres
Selon le Catalogue of Life (16 juin 2021) :
- Alcanivorax Yakimov et al., 1998 emend. Fernández-Martínez et al., 2003 emend. Fernández-Martínez et al., 2003
- Kangiella Yoon et al., 2004

Selon l'IRMNG (16 juin 2021) :
- Alcanivorax Yakimov et al., 1998
- Fundibacter Bruns & Berthe-Corti, 1999
- Kangiella Yoon et al., 2004
- Pleionea Fagervold et al., 2013

Selon la LPSN (16 juin 2021) :
- Alcanivorax Yakimov et al., 1998
- Fundibacter Bruns and Berthe-Corti 1999, synonyme de Alcanivorax Yakimov et al., 1998
- Ketobacter Kim et al., 2018
- Pelagibaculum Knobloch et al., 2019